# جرئت یا حقیقت (فیلم ۲۰۱۸)
جرأت یا حقیقت (به انگلیسی: Truth or Dare)؛ یک فیلم آمریکایی تولید سال ۲۰۱۸ ماورایی و ترسناک با کارگردانی جف وادلو است. نام فیلم از بازی به همین نام الهام گرفته شده‌است. لوسی هیل، تایلر پوزی، ویولت بین، هیندا زتو و سوفیا تیلور علی از بازیگران این فیلم هستند. این فیلم در تاریخ ۱۳ آوریل سال ۲۰۱۸ اکران شد که فروشی بالغ ۹۴ میلیون دلار داشت. در حالی نقدهای منفی از منتقدین دریافت کرد که «به اندازه کافی مبتکر یا ترسناک نیست تا بتواند از فیلم‌های مشابه‌ای که قبلاً ساخته شده بود، متمایز شود.» توصیف کرده بودند.

## داستان
گروهی تصمیم به انجام بازی «جرعت یا حقیقت» میکنند تا کمی سرگرم شوند. اما پس از مدتی متوجه میشوند که این فقط یک بازی معمولی نیست و دارای رازهای ترسناکی میباشد که اگر حقیقت را نگوییند و یا به جرعتشان عمل نکنند اتفاق های ناخوشایندی برایشان می‌افتد....